# Czajka (szybowiec 1925)
Czajka – polski szybowiec amatorski zbudowany w dwudziestoleciu międzywojennym. Wziął udział w II Wszechpolskim Konkursie Szybowcowym.

## Historia
W 1925 roku Mieczysław Jasiński i Jan Czarnecki zaprojektowali szybowiec, który został zbudowany w poznańskich Warsztatach Kolejowych przy Dworcu Głównym. Koszty budowy zostały pokryte przez kolejarzy, którzy brali również udział przy jego budowie. Szybowiec otrzymał nazwę „Czajka" i został zgłoszony do udziału w II Wszechpolskim Konkursie Szybowcowym na Oksywiu koło Gdyni w maju–czerwcu 1925 r. Otrzymał numer konkursowy 15, podczas Konkursu był pilotowany przez Józefa Skrzypka. 
Podczas pierwszego lotu, trwającego 24 sekundy, szybowiec został rozbity. Podmuch wiatru rzucił nim o zbocze, pilot nie zdołał temu zapobiec. Pilot nie odniósł obrażeń. Ustalono, że przyczyną wypadku była niewystarczająca skuteczność usterzenia, które miało za małą powierzchnię. Szybowiec został przetransportowany po zawodach do Poznania i wyremontowany. W 1926 roku został przekazany  poznańskiemu kolejowemu klubowi szybowcowemu „Szybowia”.

## Konstrukcja
Jednomiejscowy szybowiec konstrukcji drewnianej, o układzie górnopłata. Płat o obrysie prostokątno-trapezowym, dwudźwigarowy o profilu G-441. Podwozie złożone z dwóch płóz podkadłubowych i płozy ogonowej.